# Tiptronic
Tiptronic — товарный знак, принадлежащий немецкой компании Porsche AG. В мировом легковом автомобилестроении применяется для обозначения АКПП определённой конструкции и метода управления, независимо от фактического разработчика и производителя самого агрегата.

## Основные сведения
Изначально название Tiptronic было присвоено компанией Porsche 4-ступенчатой продольной гидромеханической АКПП с электронным управлением, разработанной немецким производителем трансмиссий ZF Friedrichshafen AG (внутренний код 4HP22HL) по техническому заданию самой Porsche для нового (третьего) поколения Porsche 911 — Porsche 964 1990 года. В данной АКПП впервые на практике был реализован определённый комплекс инженерных решений, с одной стороны максимально приближающий ощущения водителя от управления автомобилем с такой АКПП к ощущениям от управления автомобилем с секвентальной МКПП, широко применявшейся в автоспорте, с другой стороны — не требующий опыта и квалификации работы с бессинхронизаторной секвентальной коробкой.
АКПП Tiptronic могла работать в двух режимах: режиме полного автомата и режиме ручного управления. Для второго режима была предложена схема, при которой водитель не просто ограничивает АКПП использованием некоторого диапазона передач (например, не выше третьей), а сам лично в любой произвольный момент времени решает какая конкретная передача должна быть включена, наподобие как это делается при езде на МКПП. Переключение между режимами осуществлялось самим рычагом, переводом его из положения D традиционного вседиапазонного паза P-R-N-D в дополнительный Т-образный «аппендикс» с единственным фиксированным положением в точке пересечения прямых этой буквы Т. Два нефиксируемых положения, по краям Т-перекладины, обозначаемые значками «+» и «−», отвечали за повышение и понижение передачи. Аналогия с секвентальными МКПП была самая прямая: переход с одной передачи на другую осуществлялся только последовательно в один короткий толчок рычага. Но, ввиду того, что коробка была всё-таки автоматической, нужда в точном дозировании оборотов мотора, ударных переключениях вверх и перегазовках при переключениях вниз попросту отсутствовала.
Агрегат был признан удачным со всех точек зрения — и потребителями и производителем — и практически в неизменном виде применялся до конца выпуска четвёртого поколения 911 Porsche 993 в 1998 году. Новые поколения Tiptronic применялись на Porsche 997, на Porsche Cayenne, на Porsche Panamera и используются до сих пор. На Porsche 991 АКПП Tiptronic заменена роботизированной КПП — PDK.
Porsche запатентовала новинку в том же 1990-м году. Достаточно долгое время никаких аналогов Tiptronic никто не выпускал за исключением американского Chrysler со своим AutoStick. Но с начала 2000-х годов концепция Tiptronic, как АКПП с опцией ручного выбора передач, стала получать широкое распространение в мировой автомобильной промышленности. Вопрос надёжности при длительной эксплуатации был преодолён, и технические решения, являющиеся основой концепции, были так или иначе успешно внедрены подавляющим большинством автопроизводителей на различных моделях своих АКПП. Некоторые конструкции были полностью аналогичны Tiptronic, некоторые были похожи только принципиально. Фактически, термин «Tiptronic» стал нарицательным и сейчас в обиходе под ним может подразумеваться вообще любая коробка передач с возможностью имитации секвентального ручного управления. Однако следует понимать, что не любая АКПП с возможностью ручного переключения передач копирует разработку Porsche и, соответственно, подпадает под условия товарного знака Tiptronic.
Tiptronic помимо наличия опции ручного выбора передач должна быть обязательно гидромеханической безвального типа на планетарных редукторах, с электронным управлением и блокировкой гидротрансформатора на всех передачах. Ручной выбор передач должен обязательно осуществляться рычагом в один ход, по типу секвентальной МКП.
В случае соблюдения всех указанных условий, главной визуальной особенностью схемы Tiptronic является исключительно алгоритм смены передачи, в котором повышение передачи осуществляется толчком рычага в переднее нефиксируемое положение, а понижение передачи — толчком рычага в заднее нефиксируемое положение. Данный алгоритм отличается от общепринятого по умолчанию в автоспорте обратного, в котором повышение передачи осуществляется толчком рычага назад, понижение передачи — толчком рычага вперёд (к слову, вышеописанный алгоритм переключения сохранён компанией Porsche на абсолютно всех своих машинах вплоть до самых последних моделей, несмотря на широко распространённое мнение о его нелогичности. Сама компания объясняет это традицией и нежеланием подвергать уже существующих клиентов компании переучиванию на обратный «правильный» алгоритм).
Роботизированные коробки передач любой конструкции и вариаторы с псевдофиксированными передачами не попадают под условия товарного знака, даже если их алгоритм ручной смены передач полностью совпадает с Tiptronic. Любая гидромеханическая АКПП с электронным управлением, блокировкой гидротрансформатора на всех передачах и конкретно данным алгоритмом ручной смены передач, согласно правилам о товарных знаках должна называться Tiptronic. Именно такое название и имеют 4—6-ступенчатые АКПП, применяемые на различных моделях автомобилей концернов VAG, PSA, несмотря на факт того, что к разработке этих АКП сама Porsche не имеет никакого отношения.

## Технические особенности
Теоретически, возможность оснащения гидромеханической АКПП опцией ручного выбора передачи не зависит от её конкретной конструкции, и такая возможность могла быть реализована на любой, даже не электронноуправляемой коробке при её соответствующей доработке. Но данная опция долгое время была совершенно бессмысленной ввиду конструктивных особенностей АКПП 1980-х годов и более ранних: жёсткая связь между колёсами машины и коленвалом двигателя на абсолютно подавляющем количестве моделей АКПП по разным причинам просто не предусматривалась.
Реализация ручного переключения не требует сильного усложнения механической части: что-то добавляется, что-то удаляется, а иная АКП уже изначально готова под такую возможность. Но она требует от механической части и самого гидротрансформатора повышенной способности держать ударные нагрузки, которые возникают при его блокировке, и которые тем разрушительнее, чем ниже передача включена. С учётом массовости производства и определённого ограничения по себестоимости, неудивительно что такая АКПП появилась именно у Porsche с её высочайшей культурой производства, камерными объёмами выпуска и высокой ценой продажи. И заслуга Porsche как раз в том, что именно им удалось сделать первую АКПП, длительно работоспособную без капитального ремонта в условиях передачи большого крутящего момента на заблокированном гидротрансформаторе на любой передаче.
Самый первый Tiptronic родился из уже хорошо освоенной в производстве к концу 1980-х годов четырёхступенчатой гидромеханической АКП ZF 4HP22. Данный факт опровергает устоявшееся в обиходе мнение, что АКПП Tiptronic — это беспрецедентно уникальная коробка. До установки на 911-й эта АКП с 1980 года применялась на многих марках автомобилей классической компоновки.
Первоначально АКПП была чисто гидравлической, и за переключение передач в ней отвечали силовой и центробежный регуляторы давления. Основа узла, отвечающего за передачу крутящего момента, — три планетарных механизма, скомпонованные в планетарный ряд Симпсона с дополнительным планетарным редуктором. До применения на 911 за первые десять лет выпуска АКПП получила электронное управление отдельными процессами, но именно на основе технического задания Porsche в 1989 году АКПП была модернизирована под полностью электронное управление и избавилась от силового и центробежного регуляторов давления. Однако для 911-го помимо электронного управления АКП была изменена в двух важных технических моментах: из конструкции удалены все обгонные муфты, блокировка гидротрансформатора стала допускаться на всех четырёх передачах (на базовой АКП такая блокировка была только на одной 4-й).
И то, и другое преследовало одну цель — жёсткую связь ведущих колёс с двигателем на любой передаче. Подобная идея при всей своей кажущейся простоте фактически в то время была труднореализуемой для массового автомобилестроения: ударные трансмиссионные нагрузки, возникающие на низких передачах, разрушительно действовали на планетарный ряд, пакеты и гидротрансформатор, а технологии того времени не позволяли сделать всё это одновременно прочным, компактным и при этом относительно недорогим в производстве. Даже блокировка гидротрансформатора на третьей передаче считалась в то время рискованным решением. Chrysler мог сделать подобную АКПП в одно время с Porsche или даже чуть ранее, но отсутствие такой цели, объясняемое в первую очередь массовым производством, требующим экономии, не позволило им стать первыми. Высокая добавленная стоимость машин Porsche позволяла сделать им АКП без особой оглядки на цену. Хотя механическая часть первого Tiptronic была очень близка к базовой АКПП, но все внутренние детали Tiptronic имели гораздо более высокий уровень прочности, и ещё более высокую цену.
Помимо внутренней модернизации АКП была развёрнута на 180° и переделана под схему «трансэксл» — то есть, в сборе с главной передачей. Ввиду того, что АКПП была изначально предназначена для автомобилей классической компоновки, для использования на заднемоторном шасси 911 были добавлены новые элементы. На переднем торце АКПП был установлен двухступенчатый шестерёнчатый редуктор с общим передаточным отношением 1.00. Редуктор передавал крутящий момент на вал ведущей шестерни главной передачи. Этот вал располагался в трубе вне самой АКПП справа от неё. На любой фотографии или рисунке Tiptronic для 911 3-6 поколений эта труба хорошо заметна. Данная модернизация не являлась специфическим признаком схемы Tiptronic, а была лишь вынужденным следствием использования в качестве основы АКПП для классической схемы шасси.
Первый четырёхступенчатый Tiptronic был доступен для Porsche 964 и Porsche 993 — АКПП продержалась на конвейере 8 лет практически без изменений. Tiptronic для моделей Porsche 996 и Porsche 997 стал уже пятиступенчатым; его базой, в свою очередь, стала разработка ZF 5HP19. Следующие поколения АКПП для Porsche Cayenne и Porsche Panamera стали уже восьмиступенчатыми, на основе планетарного ряда из четырёх простых и сложных планетарных механизмов. Общий принцип схемы — жёсткая связь двигателя с колёсами на всех передачах — конечно же сохранён.
Современные Tiptronic других производителей могут быть собраны на любых планетарных рядах. 4-ступенчатые поперечные АКПП для Peugeot и Citroen имеют в основе планетарный ряд Ровиньо из двух взаимно-зацепленных простых планетарных механизмов. 6 ступенчатые поперечные АКПП для них же и Volkswagen — планетарный ряд Лепелетье из одного простого и одного сложного планетарного механизма. Гидромеханические вальные ПАКП на гидроподжимных муфтах Tiptronic не являются. Вообще, любая гидромеханическая АКПП на планетарных редукторах, переключение передач в которой организовано по схеме Tiptronic (повышающая — вперёд, понижающая — назад), но которая при этом названа своим уникальным именем, точно и несомненно имеет какое-то важное отличие от Tiptronic. Таковым, скорее всего, будет отсутствие блокировки гидротрансформатора на всех передачах. Однако само слово «Tiptronic» стало за годы из имени бренда словом нарицательным, наподобие Scotch, Xerox, и т. п., поэтому назвать в обиходе любую АКП с ручным управлением словом Tiptronic ошибкой не будет.

## Chrysler
Очень близкой по конструкции к первому Tiptronic была 4-ступенчатая поперечная гидромеханическая АКПП А604 Ultradrive, разработанная американской корпорацией Chrysler для своих легковых машин примерно в то же время — в 1989 году. АКП была электронноуправляемой, получила блокировку гидротрансформатора на 3—4 передачах, а в механической части, так же как и разработке ZF, отсутствовали обгонные муфты. Блокировка гидротрансформатора на 1—2 передачах не была реализована, как потенциально снижающая ресурс коробки передач, что в условиях среднегодовых американских пробегов (около 60 000 миль) могло отрицательно сказаться на надёжности агрегата в первые гарантийные годы эксплуатации. АКПП имела стандартный селектор выбора передач и не была оснащена опцией принудительного выбора, как Tiptronic. Зато она стала первой АКПП, в которой применили адаптивные алгоритмы управления, что определённым образом компенсировало отсутствие ручного выбора.
Если причиной появления Tiptronic было стремление совместить несовместимое (АКПП и спорт), то причиной появления Ультрадрайва было стремление к экономии топлива. Так, две близкородственные конструкции появились совершено независимо друг от друга для достижения совсем разных целей. В американском случае всё это может быть объяснено лишь обычаями тамошней школы автомобилестроения, в которой экстремальная езда не ставится во главу угла, хотя конструктивно, в самой АКП Ультрадрайв ничто не препятствовало реализации принудительного ручного управления по типу Tiptronic, и в случае, если бы это было бы сделано, официальная пальма первенства в подобной разработке возможно осталась бы за США.
В дальнейшем в Chrysler на отдельных своих моделях (LH, JA(JR) платформы), оснащённых этой АКПП, добавляли электронную надстройку ручного выбора, получившую собственное название AutoStick.

## Ferrari F1
В 1989 году впервые в Формуле-1 на гоночном автомобиле Ferrari F-640 появилась полуавтоматическая МКП с подрулевыми переключателями. Несмотря на отсутствие чего-либо общего с конструкцией Tiptronic, фактически, эта коробка передач стала первой в автоспорте, позволяющей гонщику пользоваться во время езды (за исключением старта с места) лишь двумя педалями — газом и тормозом. Машина с этой коробкой передач выиграла первую же гонку, в которой стартовала (правда, не без некоторого везения), а гонщик команды Феррари Найджел Мэнселл, первоначально с недоверием воспринявший новинку, положительно оценил её вклад в удобство управления и в итоговую победу.